# Omer Bhatti

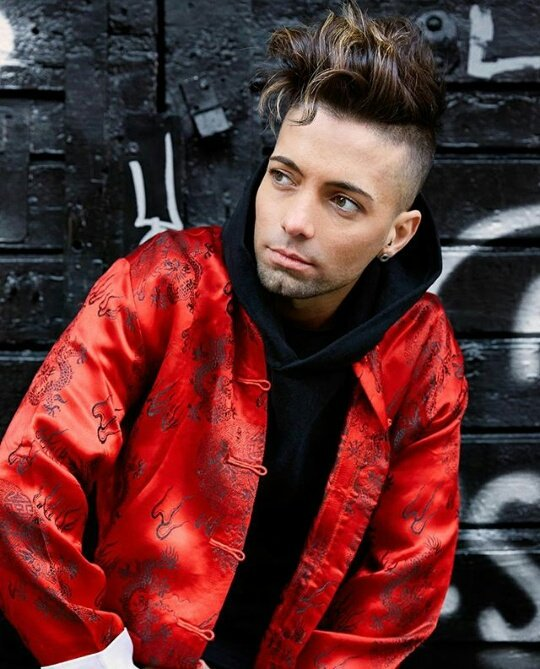
Omer Bhatti

Omer Michael Jamal Bhatti (* 14. Juni 1983 in Drammen) ist ein norwegischer Rapper, Hip-Hop Künstler und Tänzer sowie als Model tätig. Sein Künstlername ist O-Bee.

## Leben
Omer Bhatti wurde am 14. Juni 1983 in Drammen geboren. Seine Mutter ist Norwegerin, sein Vater ist Pakistani. Seine Kindheit verbrachte er in Holmlia in Norwegen. 1995 gewann Bhatti eine norwegische Talentshow, in der er als Michael-Jackson-Imitator auftrat. Bald darauf traf er den Superstar. Jackson stellte Bhattis Mutter, Pia Bhatti, als Arbeitskraft ein. 1998 kehrten die Mutter und Bhattis ältere Schwester nach Norwegen zurück. Von 1998 bis zum frühen Tod des Sängers lebte Bhatti allein mit Jackson und dessen Kindern auf der Neverland-Ranch in den USA. Zum Zeitpunkt von Jacksons Tod war Bhatti für zwei Monate nach Florida gereist, um ein weiteres Zertifikat an einer Hochschule für Tanz zu erhalten. Nach dem Tod von Michael Jackson zog Omer Bhatti zurück nach Norwegen.

## Karriere
Im Winter 2011 unterschrieb Omer Bhatti einen Vertrag mit der Universal Music Group und veröffentlichte die Single All Around the World, die er mit Michael Jacksons Nichte Genevieve Jackson aufnahm. Der Song wurde in 67 Ländern veröffentlicht. Außerdem veröffentlichte er im August 2011 die Single Life is a movie mit seinem ersten offiziellen Musikvideo. Im September 2012 veröffentlichte er das Musikvideo für die Single See the Light mit der Sängerin Shontelle. Im Jahr 2013 war er einer der vier Juroren in der Talentshow Norske Talenter. Im Mai 2014 veröffentlichte er seine vierte offizielle Single Love You in the Morning. Das Musikvideo zu der Single wurde in Südfrankreich gedreht. Im Frühjahr 2015 arbeitete Bhatti an seinem neuen Song "Let me know" und übernahm zum ersten Mal die Regie beim Dreh des Musikvideos.

## Singles
- All Around the World (2011) feat. Genevieve Jackson
- Life is a Movie (2011)
- See the Light (2012) feat. Shontelle
- Love You in the Morning (2014)
- Let me know (2015)
- Automatic (2016)
- Meditation (2019)

## Andere Veröffentlichungen
- Red Nikes
- Under Pressure mit Jae-R
- My Salvation mit Rayne Storm
- A Toast mit Jae-R und Chris Tucker
- Wanna Be Starting Something
- The Come Up feat. David Agwumaro
- The Drop feat. Jae-R
- Top of My Game
- Jump

## Sonstiges
Neben seinem musikalischen Schaffen wurde Omer Bhatti als Tänzer mehrfach ausgezeichnet und ist seit 2009 als Model tätig.